# Johann Friedrich von Schulte
Johann Friedrich von Schulte (født 23. april 1827 i Winterberg, Westfalen, død 19. december 1914 i Obermais, Meran) var en tysk kirkeretslærer, en af gammelkatolicismens førere.
Efter at have studeret filologi og jura blev han 1854 professor i kirkeret i Prag. Derfra forflyttedes han 1873 til Bonn. Han hørte til sin tids lærdeste kirkeretslærere og skrev en lang række skrifter om den katolske kirkeret.
Da Vatikankoncilets bestemmelse om pavens ufejlbarhed var fremkommet, stillede Schulte sig straks blandt de gammelkatolske opponenter, og han har skrevet flere dygtige arbejder til forsvar for gammelkatolicismen mod ultramontanismen, således Der Altkatholicismus (1887), ligesom han også ledede en række gammelkatolske kongresser.